# Eleutério Nicolau da Conceição
Eleutério Nicolau da Conceição (Florianópolis, 24 de outubro de 1950) é um físico, escritor, professor, desenhista e pintor brasileiro.

## Primeiros anos
Filho de Arnaldo Bruno da Conceição e Maria Alves da Conceição, Eleutério nasceu em 24 de outubro de 1950 na capital catarinense.
Em 06 de setembro de 1977, obteve licenciatura em física pela Universidade Federal de Santa Catarina. Pela mesma instituição, obteve o grau de mestre em físico/química em 04 de março de 1984.
Lecionou para alunos de segundo-grau entre os anos de 1967 e 1978 em colégios como o Instituto Brasil-Estados Unidos (IBEU), Colégio Catarinense, Escola Técnica Federal e Curso Barriga Verde. Em março de 1978, passou a integrar o quadro de docentes da UFSC.
É Membro do Instituto Histórico e Geográfico de Santa Catarina, desde 2005.
Em 2010, recebeu apoio da Lei Rouanet para impressão de 3.000 exemplares do livro "Histórias de Santa Catarina - Náufragos e Conquistadores", os quais, em sua maioria, foram entregues à entidades públicas do estado.

## Obras
- Efeitos da radiação de eletrons em cristais líquidos colestéricos (1983) [3]
- Jerônimo Coelho, Esboço Biográfico (2006),
- Dias Velho e os Corsários,
- A Saga do contestado (em dois volumes),[4]
- Histórias de Santa Catarina – Náufragos e Conquistadores (2009) [5] e
- Nossa Senhora do Desterro - Os Primeiros Anos.[6][7]
- Arte Real - Reflexões Históricas e Filosóficas (co-autoria do Professor Walter Celso de Lima, 2014)[8]